# Ulindi-Stummelaffe
Der Ulindi-Stummelaffe (Piliocolobus lulindicus) ist eine Affenart aus der Gattung der Roten Stummelaffen. Sie kommt im Osten der Demokratischen Republik Kongo zwischen dem Lualaba im Westen und den Bergen westlich des Tanganjikasees im Osten vor. Im Norden reicht das Verbreitungsgebiet bis zum Lowa, im Süden bis zum Lukuga.

## Merkmale
Ulindi-Stummelaffe (Piliocolobus lulindicus)

Link zum Bild

Der Ulindi-Stummelaffe ist eine mittelgroße Art der Roten Stummelaffen. Sie hat ein kurzes Fell. Der oberer Rückenbereich ist schwärzlich, der hintere Rückenbereich und die Außenseiten von Armen und Beinen sind rötlich. Brust, Bauch und die Innenseiten der Gliedmaßen sind grau, Hände, Füße und der Schwanz sind schwärzlich. Die Kopfoberseite ist rötlich, die Augenbrauen sind schwarz. Auffällige Haarbüschel befinden sich an der Basis der Ohren. Ein Scheitelkamm ist nur spärlich entwickelt.

## Lebensraum und Lebensweise

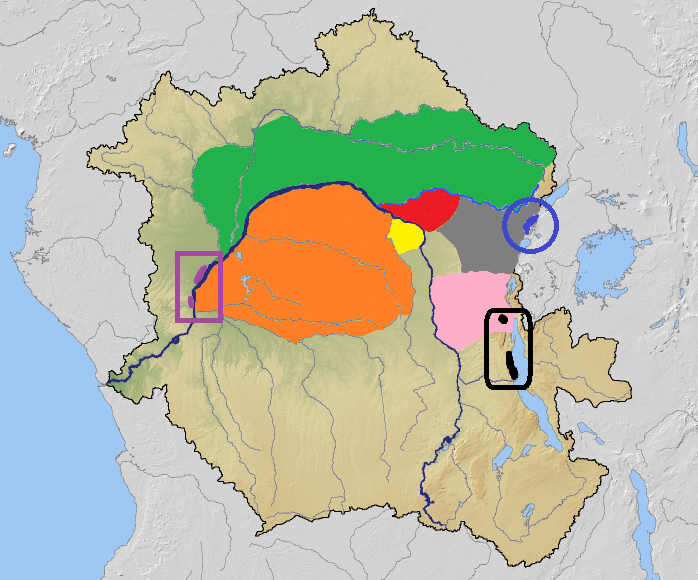
Verbreitungsgebiete der zentralafrikanischen Arten der Roten Stummelaffen:
Oustalet-Stummelaffe
Thollon-Stummelaffe
Lualaba-Stummelaffe
Lomami-Stummelaffe
Ulindi-Stummelaffe
Semliki-Stummelaffe
Bouvier-Stummelaffe
Luvua-Stummelaffe
Hybridisierungsgebiet

Die Lebensweise des Ulindi-Stummelaffen ist bisher kaum erforscht worden. Er lebt in kleinen Gruppen in feuchten Tieflandregenwäldern, im Osten des Verbreitungsgebietes bis in Höhen von 1200 bis 1500 Metern, in Galeriewäldern und im Süden seines Verbreitungsgebietes auch in größeren Waldinseln inmitten von Savannen. Wie andere Stummelaffen ernährt er sich wahrscheinlich vor allem von Blättern.

## Systematik
Piliocolobus lulindicus erhielt seine wissenschaftliche Bezeichnung 1914 durch den deutschen Zoologen Paul Matschie. Als Typus diente ein Fell mit Schädel, den der österreichische Jäger und Afrikaforscher Rudolf Grauer an der Einmündung des Ulindi in den Lualaba gesammelt hat.
Der englisch-australische Primatologe Colin Groves synonymisierte die Art mit dem Luvua-Stummelaffen (Piliocolobus foai), der nördlich von Kalemie in den Bergen an der Westküste des Tanganjikasees vorkommt. Bei Jonathan Kingdon hat sie den Rang einer Unterart eines weiter gefassten Ostafrikanischen Stummelaffen (P. rufomitratus). Im 2013 erschienenen Primatenband des Handbook of the Mammals of the World wird sie lediglich als Morphe des Luvua-Stummelaffen geführt, ohne Unterartenstatus. Die Internationale Union zur Bewahrung der Natur listet Piliocolobus lulindicus seit Januar 2020 wieder als eigenständige Art.

## Gefährdung
Die Internationale Union zur Bewahrung der Natur hält den Ulindi-Stummelaffen für stark gefährdet. Er verlor durch die Ausbreitung landwirtschaftlich genutzter Gebiete in den letzten Jahrzehnten ständig an Lebensraum. Außerdem wird er zur Gewinnung von Bushmeat bejagt. Das einzige Schutzgebiet, in dem die Art vorkommt, ist der Nationalpark Kahuzi-Biéga.